# Haltlose personlighedsstruktur
Haltlose personlighedsforstyrrelse er en psykisk sygdom, der viser sig som egoisme, der bebrejder andre for de handlinger, de har begået, mangler retning i livet og manglende indsigt og selvkontrol. De er ude af stand til at lære af erfaringer eller fejl i livet, da de mangler nogen fornemmelse af fortid eller fremtid og ikke er i stand til virkelig at bekymre sig om andre mennesker
Mennesker med Haltlose kaldes også en ustabil psykopat.